# Sportwagen-Weltmeisterschaft 1978

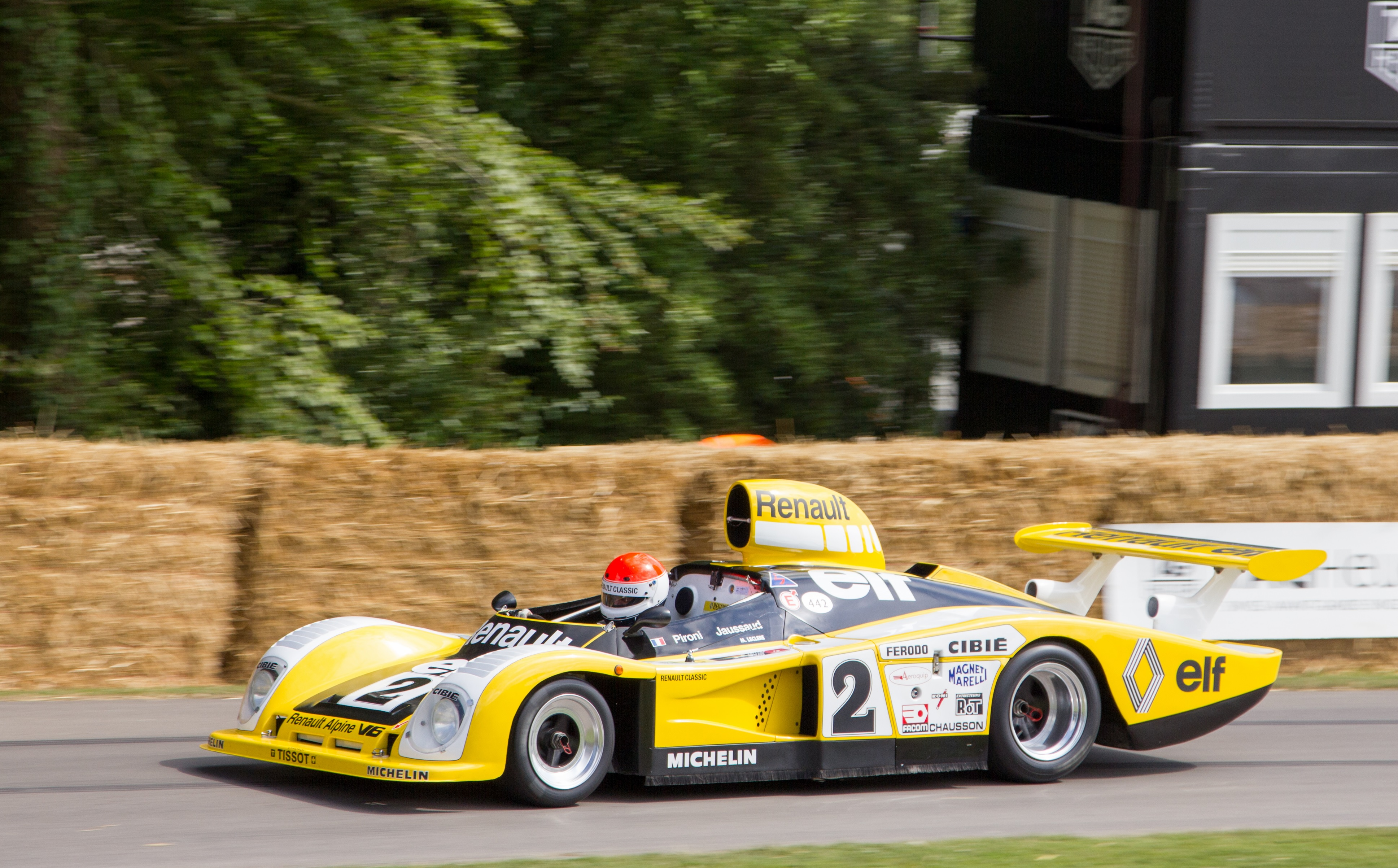
Renault Alpine A442B; Siegerwagen von Didier Pironi und Jean-Pierre Jaussaud beim 24-Stunden-Rennen von Le Mans

Die Sportwagen-Weltmeisterschaft 1978 war die 26. Saison dieser Meisterschaft. Sie begann am 4. Februar und endete am 3. September.

## Meisterschaft
Vor dem Beginn der Meisterschaft änderte die FIA erneut sowohl das technische als auch das sportliche Reglement. Zugelassen waren nurmehr die Silhouettefahrzeuge der Gruppe 5. Damit verschwanden die offenen Sportwagen und Rennprototyen mit einer Ausnahme aus der Weltmeisterschaft. Beim 24-Stunden-Rennen von Le Mans waren neben den Sportwagen auch GTP-Fahrzeuge und Wagen der nordamerikanischen IMSA-Serie startberechtigt. Erstmals seit Einführung der Weltmeisterschaft 1953 gab es mit der World-Challenge der Langstreckenfahrer eine Fahrerwertung. Sieben der 13 Wertungsläufe zählten zur Fahrerwertung, die mit dem Gesamtsieg des US-Amerikaners John Paul senior endete.
Der erwartete Zweikampf zwischen den beiden deutschen Fahrzeugherstellern Porsche und BMW um den Titel in der Marken-Weltmeisterschaft fand nur bedingt statt. Die Porsche 935 waren den Konkurrenten von BMW bei den Einzelrennen zwar deutlich überlegen, die Besonderheit der Klassenwertung sorgte dennoch für Spannung. Porsche fuhr in der Gruppe 5 mit Motoren über 2 Liter Hubraum, BMW mit Aggregaten bis 2 Liter. Durch eine eigenwillige und umstrittene Punktevergabe erhielt auch BMW für den bestplatzierten Unter-2-Liter-Wagen pro Rennen 20 Zähler wie der Gesamtsieger. Porsche war auch von den Streichresultaten besonders betroffen, sodass am Saisonende beide Hersteller 120 Wertungspunkte aufwiesen. Da aber BMW kein Rennsieg gelang, wurde Porsche erneut Marken-Weltmeister.

## Rennkalender
| Nr. | Datum           | Rennname / Rennstrecke                                              | Team                       | Gesamtsieger                                | Fahrzeug             | Meisterschaft     |
| --- | --------------- | ------------------------------------------------------------------- | -------------------------- | ------------------------------------------- | -------------------- | ----------------- |
| 1   | 4. – 5. Februar | 24-Stunden-Rennen von Daytona (Daytona International Speedway)      | Brumos Porsche             | Rolf Stommelen Peter Gregg Toine Hezemans   | Porsche 935/77A      | Marken und Fahrer |
| 2   | 18. März        | 12-Stunden-Rennen von Sebring (Sebring International Raceway)       | Dick Barbour Performance   | Brian Redman Charles Mendez Bob Garretson   | Porsche 935          | Fahrer            |
| 3   | 19. März        | 6-Stunden-Rennen von Mugello (Autodromo Internazionale del Mugello) | Gelo Racing Team           | John Fitzpatrick Hans Heyer Toine Hezemans  | Porsche 935/77A      | Marken            |
| 4   | 2. April        | 6-Stunden-Rennen von Talladega (Talladega Superspeedway)            | Brumos Porsche             | Brad Frisselle Peter Gregg                  | Porsche 935          | Fahrer            |
| 5   | 16. April       | 6-Stunden-Rennen von Dijon (Circuit de Dijon-Prenois)               | Porsche Kremer Racing      | Bob Wollek Henri Pescarolo                  | Porsche 935/77A      | Marken            |
| 6   | 14. Mai         | 6-Stunden-Rennen von Silverstone (Silverstone Circuit)              | Martini Racing             | Jochen Mass Jacky Ickx                      | Porsche 935/78       | Marken            |
| 7   | 28. Mai         | 1000-km-Rennen auf dem Nürburgring (Nürburgring)                    | Weisberg-Gelo-Team         | Klaus Ludwig Hans Heyer Toine Hezemans      | Porsche 935/77A      | Marken und Fahrer |
| 8   | 10. – 11. Juni  | 24-Stunden-Rennen von Le Mans (Circuit des 24 Heures)               | Renault Sport              | Didier Pironi Jean-Pierre Jaussaud          | Renault Alpine A442B | Fahrer            |
| 9   | 25. Juni        | 6-Stunden-Rennen von Misano (Autodromo di Santamonica)              | Porsche Kremer Racing      | Bob Wollek Henri Pescarolo                  | Porsche 935/77A      | Marken            |
| 10  | 2. Juli         | 6-Stunden-Rennen von Daytona (Daytona International Speedway)       | Jim Downing                | Jim Downing John Paul senior                | Mazda RX-2           | Fahrer            |
| 11  | 8. Juli         | 6-Stunden-Rennen von Watkins Glen (Watkins Glen International)      | Gelo Racing                | John Fitzpatrick Peter Gregg Toine Hezemans | Porsche 935/77A      | Marken            |
| 12  | 3. September    | 6-Stunden-Rennen von Vallelunga (Autodromo Vallelunga)              | Porsche Kremer Racing      | Bob Wollek Henri Pescarolo                  | Porsche 935/77A      | Marken            |
| 13  | 3. September    | 6-Stunden-Rennen von Road Atlanta (Road Atlanta)                    | Atlanta Racing Enterprises | James Reeve Pete Harrison                   | Buick Skyhawk        | Fahrer            |

## Meisterschaft der Konstrukteure

### Marken-Weltmeisterschaft-Gesamtwertung
| Position | Konstrukteur | 1  | 2  | 3  | 4  | 5  | 6  | 7    | 8    | Gesamt |
| -------- | ------------ | -- | -- | -- | -- | -- | -- | ---- | ---- | ------ |
| 1        | Porsche      | 20 | 20 | 20 | 20 | 20 | 20 | (20) | (20) | 120    |
| 2        | BMW          |    | 20 | 20 | 20 | 20 | 20 | 20   | (20) | 120    |
| 3=       | Chevrolet    |    |    |    |    |    |    | 10   |      | 10     |
| 3=       | Fiat         |    |    |    |    |    | 10 |      |      | 10     |
| 5=       | Renault      |    |    |    |    |    | 8  |      |      | 8      |
| 5=       | De Tomaso    |    | 6  |    |    | 2  |    |      |      | 8      |
| 7        | Jaguar       |    |    |    |    |    |    | 6    |      | 6      |
| 8=       | Ford         |    |    |    |    | 4  |    |      |      | 4      |
| 8=       | Ferrari      | 3  |    |    |    |    |    | 1    |      | 4      |
| 10=      | Volkswagen   |    |    |    |    | 3  |    |      |      | 3      |
| 10=      | Lancia       |    | 3  |    |    |    |    |      |      | 3      |

## World-Challenge der Langstreckenfahrer
Die Tabelle beinhaltet die sieben Rennen der Fahrer-Meisterschaft, wie im Rennkalender vermerkt.

### Gesamtwertung
| Position | Fahrer           | Konstrukteur    | 1  | 2  | 3  | 4  | 5  | 6  | 7  | Gesamt |
| -------- | ---------------- | --------------- | -- | -- | -- | -- | -- | -- | -- | ------ |
| 1        | John Paul senior | Porsche, Mazda  | 22 | 20 | 3  |    | 16 | 20 | 18 | 99     |
| 2        | Bonky Fernandez  | Porsche, Mazda  | 22 | 20 | 18 |    |    |    | 16 | 76     |
| 3        | Peter Gregg      | Porsche, Datsun | 16 |    | 20 |    | 18 | 18 |    | 72     |
| 4        | Dick Barbour     | Porsche, AMC    | 23 |    | 18 |    |    | 16 | 9  | 66     |
| 5        | Diego Febles     | Porsche, Mazda  | 23 | 11 |    |    |    | 13 | 15 | 62     |
| 6        | Steve Earle      | Porsche, BMW    | 18 | 18 | 16 |    |    | 2  | 4  | 58     |
| 7        | Manfred Schurti  | Porsche         | 23 |    |    | 19 | 13 |    |    | 55     |
| 8        | Gary Belcher     | Porsche, AMC    | 19 |    |    |    |    | 15 | 11 | 45     |
| 9        | Toine Hezemans   | Porsche         | 24 |    |    | 20 |    |    |    | 44     |
| 10=      | Rick Knoop       | Porsche, AMC    |    | 18 |    |    | 5  | 4  | 6  | 43     |
| 10=      | Jim Busby        | Porsche         | 15 |    |    |    | 15 |    | 13 | 43     |